# Felhúzás
A felhúzás az erőemelés (guggolás, fekvenyomás, felhúzás) harmadik gyakorlata, de külön versenyszámként is kezelhető. Az egyik legnehezebb erőgyakorlat.

## Forma
A felhúzás három részre bontható le: kezdő beállás, kezdő húzás vagy vezetés és a megtartás. A gyakorlat megkezdése előtt nagyon fontos a bemelegítés (csípő, derék, térd).
Kezdő beállás
A rudat felemás fogással kell megfogni: az egyik kéz előre, a másik kéz hátrafordítva (a fogóerő növelésére). Kezdők normál fogással is végezhetik a gyakorlatot. Amikor a felhúzó a gyakorlathoz készül, felvesz egy olyan pozíciót, amelyben a farizmokat és a combizmokat felkészíti az erős megterhelésre, illetve az ágyéki izmok a gerinc stabilizálására törekszenek. A rúd felé kell guggolni úgy, hogy a rúd a lábfej felett legyen. A rudat szélesebben kell megfogni, mint a vállszélesség. 
- Mellkas kiemelése, lapockákat nem szabad összehúzni
- A váll lent marad, a nyak a törzs meghosszabbítása
- A comb izmaival való nagy súly megmozdítása
- A csípő és a térdek használata
- Súlypont a sarkakon
- A gerinc a gyakorlat alatt végig egyenesen marad

A súly vezetése
Ez a rész igényli a legtöbb erőt a sikeres gyakorlathoz. A földtől való megmozdítás és a súly egyenletes felemelése koncentrációt és összetett izommunkát igényel. A terhelést csak fokozatosan és nagyon óvatosan kell végezni.
- Térd nyújtása, csípő emelése
- A rúd emelése úgy, hogy minél közelebb maradjon a lábhoz
- Nem szabad az összes energiát felhasználni
- A gyakorlat egy nagy levegővel kell végigvinni, emelés közben fokozatosan kifújni

Megtartás
A gyakorlat vége a legkritikusabb pont. A gerincoszlop teljes egyenességét és a csípő izmok erejét igényli.
Leengedés
A súlyt eldobni nem szabad, szépen le kell engedni. Egyik oka, hogy hivatalos versenyen nem számít érvényes gyakorlatnak az eldobás, másrészt a padlóban is okozhat kárt, extrém esetben a felhúzónak. Szabályos leengedése során először a csípőt kell hátra tolni, majd a térdet kell hajlítani, ha a rúd elérte a térdmagasságot, így nem áll fenn az ütközés veszélye.

## Megdolgoztatott izomcsoportok
A felhúzás elsősorban a nagy farizmot (gluteus maximus) dolgoztatja meg, másodsorban a négyfejű combizmot (quadriceps femoris), a combhajlító izmokat és a gerincmerevítő izmokat (erector spinae). A gyakorlat során a négyfejű combizom, a combhajlítók, a combközelítő izmok (adductor magnus) és a gázlóizom (soleus) összehangoltan működik.

## Felhúzás, mint versenyszám
Eredetileg az erőemelés sportág részgyakorlata, de mint a többi elem is, külön sportnak, versenyszámnak számít. Hivatalos versenyen háromszor lehet próbálkozni, világrekord-kísérlet esetén négyszer. A második fogásnak az első fogástól minimum 5 kg-mal kell többnek lennie, a harmadiknak pedig 2,5 kg-mal; rekordkísérletnél elég csak 0,5 kg-ot emelni. 
A gyakorlat 2 féle lábpozícióval hajtható végre: szumó felhúzás és a párhuzamos. A szumó felhúzásnál az alapállás jóval széles terpeszt, a karok pedig a lábak közötti elhelyezkedését jelenti. A hangsúly a hát helyett a lábon és a csípőn van.

### Szakágak

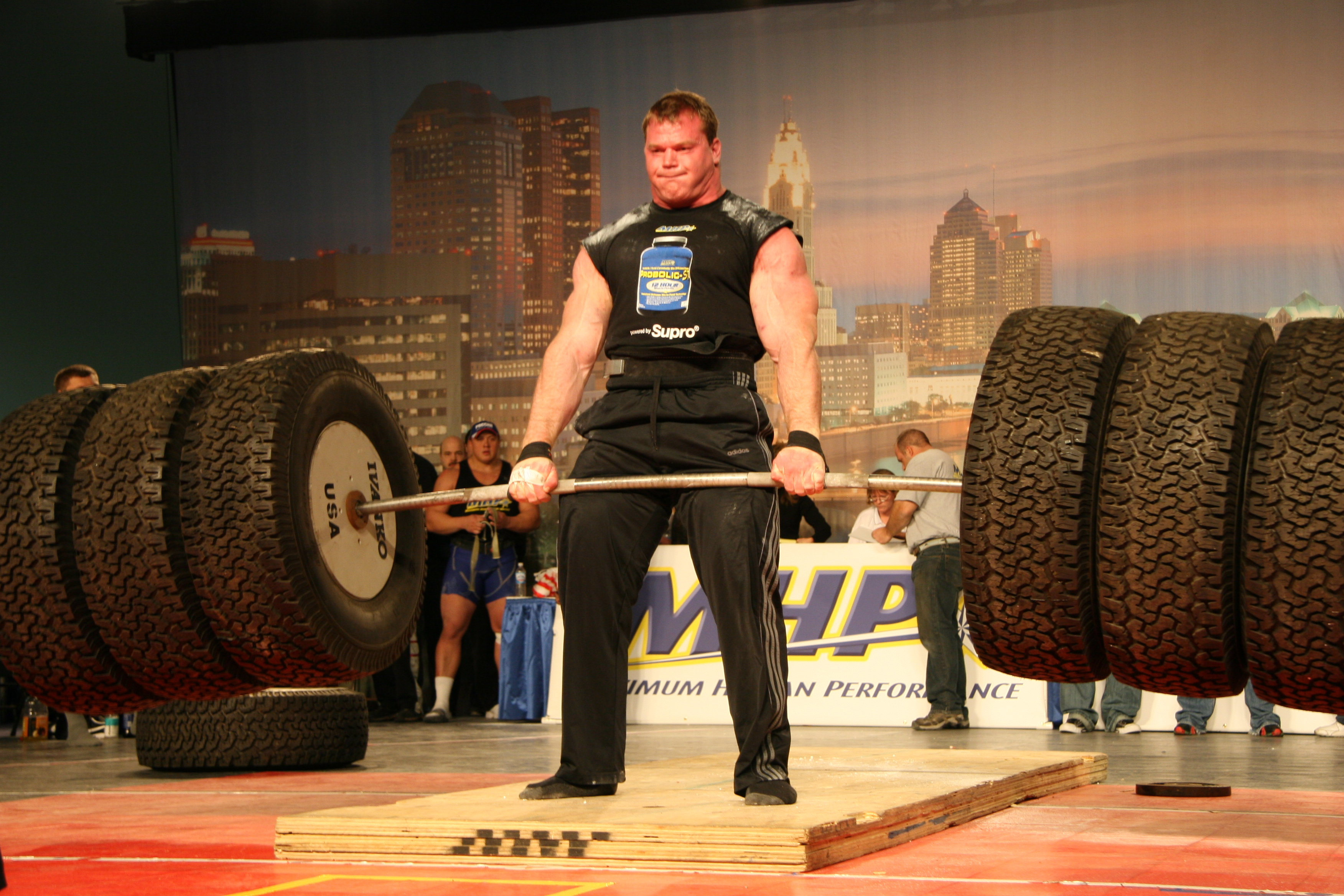
Felhúzás

Különböző eszközök felhasználásával számos szakágra specializálódott:
- RAW Deadlift: kevés kiegészítő eszköz engedélyezett (öv, sípcsontvédő), speciális felhúzóruha nem engedélyezett.[3]
- Equipped: speciális szövésű felhúzóruha engedélyezett, többféle kiegészítővel (öv, térdbandázs, könyökbandázs).[3] Az equipped szakágban a speciális kiegészítőknek köszönhetően a versenyzők jóval nagyobb súlyt képesek megmozgatni.[4]
- Tire-Deadlift: hagyományos tárcsák helyett teherautókereket tesznek egy lényegesen megnyújtott rúdra. Gurtni használata engedélyezett.[5]
- Erős emberek versenye stílus:[forrás?]

## Variációk
A felhúzásnak többféle variációja létezik:
Merevlábas felhúzás
A rudat a földről emelik fel és oda eresztik vissza, a láb enyhén behajlik, csak annyira, amennyire lehetséges a hát görbítése nélkül behajlítani.
Román felhúzás
A román felhúzás (Romanian deadlift) a felhúzás egy módosított változata, amikor a súlyt csak valamivel térd alá engedik le és onnan húzzák fel. Ez a változat a combhajlító és gerincmerevítő izmokra koncentrál. A román felhúzás Nicu Vlad román súlyemelő után kapta a nevét, akit amerikai sportolók láttak verseny előtt így edzeni és jegyezték fel a gyakorlatot.

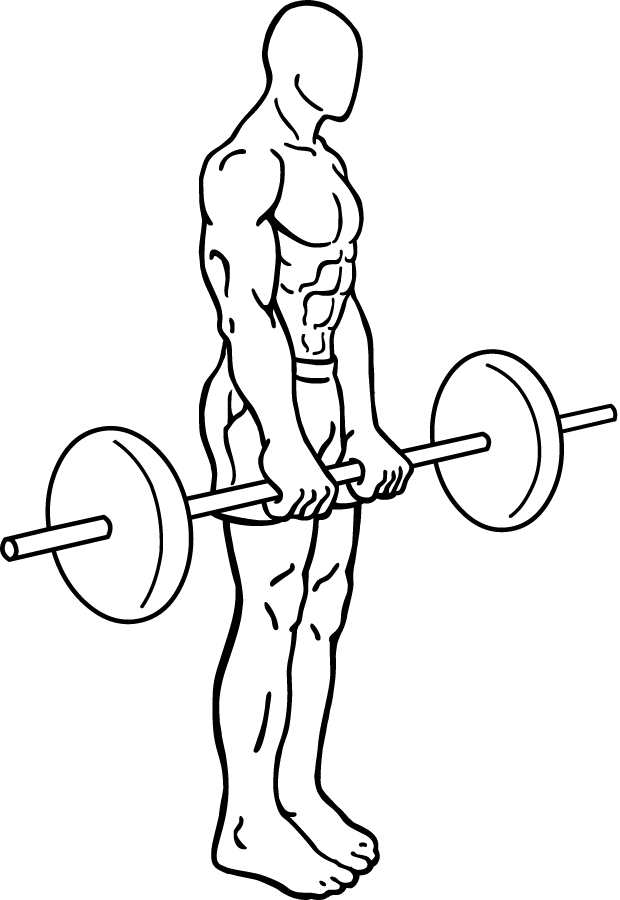
Román felhúzás 1. lépés
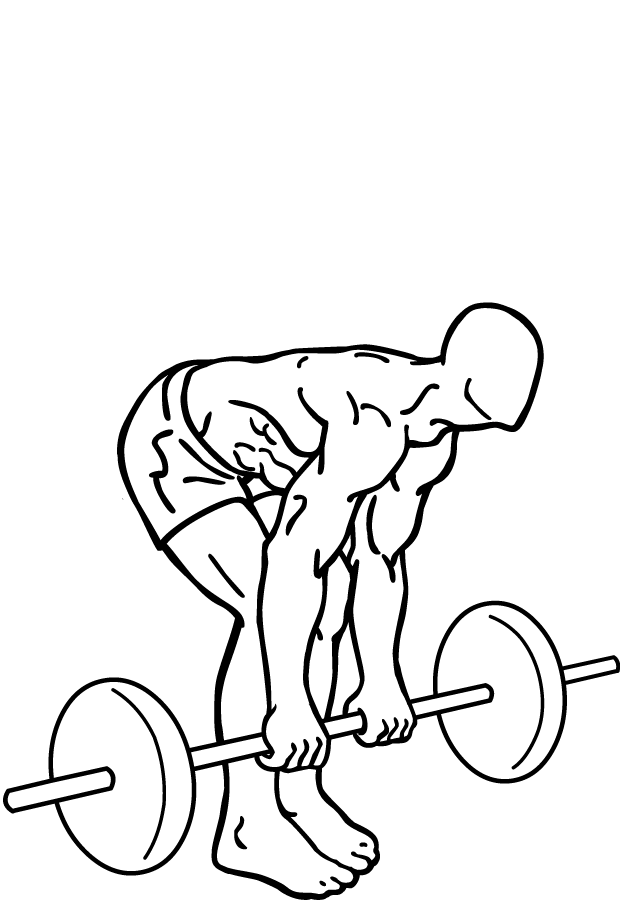
Román felhúzás 2. lépés

Amerikai felhúzás

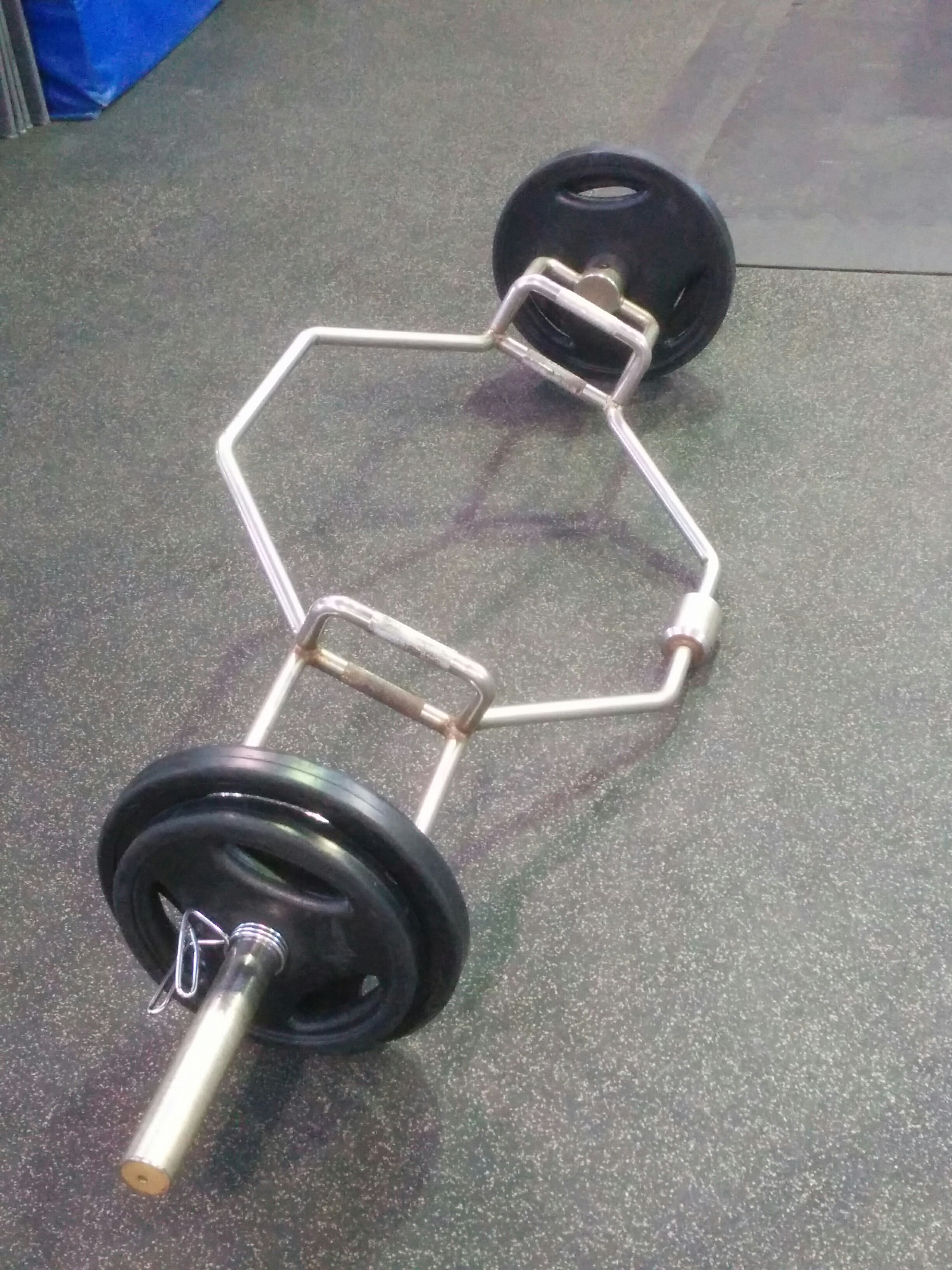
Hatszögletű súlyzórúd (trap bar)

A román felhúzás variációja, ahol a mozdulat végén a csípőt előre tolják és a feneket összeszorítják.
Egyenes lábas felhúzás
A román felhúzás variációja, ahol a lábakat teljesen egyenesen tartják.
Szumófelhúzás
A hagyományos felhúzáshoz képest a lábak szélesebb terpeszállásban vannak, a lábfejek kicsit kifelé néznek, a fogás a rúdon a lábakon belül történik. A szumófogás egyik előnye, hogy a rövidebb karokkal rendelkező személyek könnyebben hozzáférnek a rúdhoz, és kisebb tartományban kell mozgatniuk a rudat. Ez a variáció csökkenti az ágyéki csigolyákra nehezedő nyíróerőt, erősíti a négyfejű combizmot, a fenék izmait, a combhajlítókat és az egyéb poszterior izmokat. Különböző sérülések rehabilitációs terápiájában is alkalmazzák.
Felhúzás hatszögletű súlyzórúddal (trap bar)
Ez a variáció lehetővé teszi, hogy a térdek szabadabban mozogjanak a súlyzórúd felépítése miatt. A sportoló először felhelyezi a súlyokat, majd belép a hatszögletű rúd közepébe, és megfogja a fogantyúkat. Megkönnyíti a fogást és a csípőmozdulatot is. Kialakítása miatt nagyobb súlyt lehet emelni vele, mint hagyományos rúddal. Csökkenti a sérülés veszélyét is, mert kisebb erővel hat a deréktájra, emiatt kezdőknek is ajánlott.

## Gyakori hibák
A felső ponton a vállak hátraforgatása a sérülés lehetőségét biztosítja. A csípő alacsony helyzete miatt a rúd könnyen neki tud ütközni az alsó lábszárnak, ami súly tekintetében fájdalmas lehet. Korai térdhajlítás a térd rúdba való ütközését okozhatja. A gyakorlat kiegyenesedett testhelyzetében a hátrafeszítés problémája merülhet fel, ami sérülésveszélyes. Görbe hát nagy valószínűséggel okoz sérvet.

## Rekordok

### Világrekord
RAW deadlift (a felhúzó öv engedélyezett) világrekordot Benedikt Magnússon tartja 460 kg-mal.
Az equipped kategóriában (a gyakorlat közben felhúzó ruha használatával, a heveder nem engedélyezett) Andy Bolton állította be 457,5 kg-mal.
Erős-emberek versenyen (heveder és a „súlyledobás” engedélyezett) felállított rekord: 500 kg, Eddie Hall, 2016. Versenyen kívül a rekord 501 kg hasonló szabályok mellett, melyet Hafþór Júlíus Björnsson tart 2020 májusa óta.
A súlyemelő tárcsák helyett gumikerekek használata versenyen: a rekord 524 kg, melyet Žydrūnas Savickas állított fel 2014-ben.

### Magyar rekordok
- Mészáros Tibor +125 kg-os súlycsoportban 408 kg[forrás?]
- Árvai István -125 kg-os súlycsoportban 400 kg[forrás?]
- Nemesházy János -105 kg-os súlycsoportban 310 kg[forrás?]
- Földvári Csaba – 67,5 kg-os súlycsoportban 195 kg[forrás?]